# Sommeri
Sommeri är en ort och kommun i distriktet Arbon i kantonen Thurgau, Schweiz. Kommunen har 672 invånare (2023).
Orten består av ortsdelarna Niedersommeri och Obersommeri.